# Kołtunowo (Chełmce)
Kołtunowo – niestandaryzowana kolonia wsi Chełmce w Polsce, położona w województwie kujawsko-pomorskim, w powiecie inowrocławskim, w gminie Kruszwica.

## Podział administracyjny
W latach 1975–1998 przysiółek administracyjnie znajdował się w województwie bydgoskim.